# Ealdwulf (East Anglia)

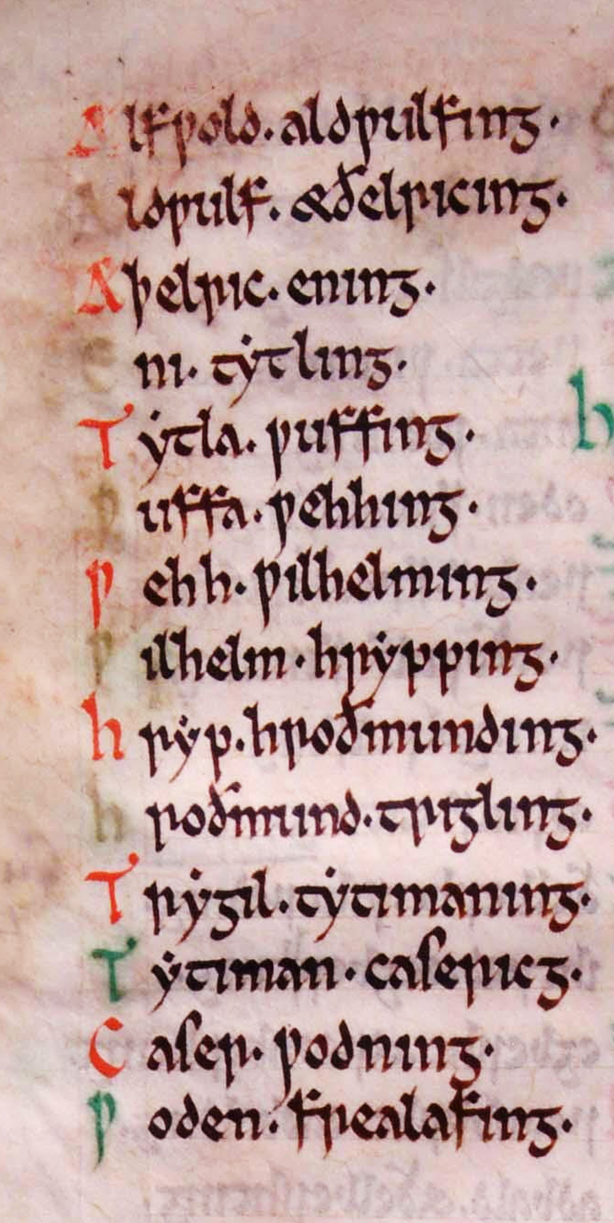
Abstammung Ælfwalds im Textus Roffensis

Ealdwulf (auch: Ældƿulf, Aldwulf, Alduulf, Halduulf oder Aldulfus; † 713) war von 663/664 bis 713 König des angelsächsischen Königreiches East Anglia aus der Dynastie der Wuffinger.

## Familie
Ealdwulfs Eltern waren Æthelhere und Hereswitha. Der in der Anglian collection als Vater genannte Æthelric ist vermutlich nur eine Falschschreibung für Æthelhere. Der Liber Eliensis aus dem späten 12. Jahrhundert nannte König Anna als seinen Vater. Auch Florentius von Worcester überlieferte in seiner Chronik aus dem 12. Jahrhundert stark abweichende familiäre Zusammenhänge, die jedoch unwahrscheinlich sind.
Das Paar hatte drei Kinder: Den Sohn und Nachfolger Ælfwald (713–749) und einen weiteren Sohn, Ælric, von dem nichts weiteres bekannt ist. Die Tochter Ecgburh wurde Äbtissin von Repton.

## Leben
Ealdwulf war ein Neffe des Königs Æthelwald, dessen Nachfolger er 664 wurde. Zu dieser Zeit herrschte in ganz Britannien eine Seuche, die zahlreiche Opfer forderte. Trotz seiner beinahe 50-jährigen Regierungszeit wurde kaum etwas von ihm überliefert.
673 gründete seine Cousine Æthelthryth, die frühere Frau Ecgfriths von Northumbria, in Ely mit seiner Unterstützung eines der bedeutendsten Klöster East Anglias. Als Bischof Bisi 673 erkrankte und sein Amt nicht mehr ausüben konnte, wurde die Diözese geteilt. Neben Dommoc (Dunwich), wo Bischof Acca amtierte entstand das zweite, von Badwine geleitete, ostanglische Bistum in Elmham. Im Jahr 680 nahm Ealdwulf vermutlich an der von Theodor von Tarsus geleiteten Synode von Hatfield teil. Eine dort mit der Unterschrift Alduulf rex ÆstrAnglorum („Ealdwulf, König der Ostangeln“) ausgestellte Urkunde ist jedoch eine Fälschung. Seit etwa 685 geriet East Anglia unter die immer stärker werdende Vorherrschaft Mercias. 709 nahm Ealdwulf den aus Mercia geflohenen Æthelbald auf, der 716 König von Mercia werden sollte. Ealdwulf starb im Jahr 713. Nachfolger wurde sein Sohn Ælfwald.